# 築城 (城)
築城（ちくじょう）とは、城を建築することを指す。城取り（しろとり）とも。

## 日本
日本の築城は、城を築く目的を明確にして城を築く土地を選定（選地）し、構（かまえ）や建物の設計と計画である「縄張」を行って土木工事の「普請」、ついで建築工事の「作事」の順で建設工事が行われた。

### 選地
築城にあたっては、まず場所を定める「選地」を行う。なるべく少ない土木工事で、目的に適した城が築けることが重要であった。自然地形を利用し、守備しやすく出撃しやすい場所を選んだ。城主や城兵の居所と物資の貯蔵場所、交通路（道と河川）へのアクセスも重要であった。政庁の機能をもつ城では、市街地とのアクセスも考慮された。平地の城（平城と平山城）では、河川が天然の堀となった。山城では、山そのものの険しさや谷が利用された。

### 縄張

城跡の地図記号

一般に、日本の城は堀と塁で区画した曲輪の組合せからなる。城の中心となる主郭（本丸）を守るように、曲輪の配置や大きさ、平面の形、高さ、堀の深さや幅などのほか、建物の位置、規模、形も設計する。この作業を縄張（なわばり）という。
城跡の地図記号「⛫」はこの縄張に由来している。動物の縄張り（テリトリー）にも、この用語が転じて使われている。

### 普請
普請（ふしん）は、一般には土木工事のことを指す言葉であり、城の土木工事のことを特に城普請（しろぶしん）ともいう。
まず、堀や塁の計画を実際の場所に縄によって線描する。これを縄打ち（なわうち）という。現代の、日本の建築工事で行われる「遣り方」（やりかた）と目的は同じである。普請の段階では地形を整えて、各種の堀が穿たれ、土塁を盛り、ときには石垣を積む。石垣工事は、石垣職人が技術をもたない作業員に、技術的な指示を出して工事を進めた。

### 作事
塁上に櫓を上げ、塀を掛ける。曲輪の出入り口である虎口には門を建てる。このような建築工事を作事（さくじ）という。天守や、御殿などの住宅建築も作事工事である。
縄張に基づいて、具体的な寸法を記した指図（さしず）という図面を描き、これを元に「城大工」と呼ばれる城郭建築専門の大工たちが施工を行う。平面図など施工に欠かせない指図のほか、立面図のことを姿図（すがたず）、柱や梁など骨組みの立ち上がりだけを描いたものを建地割図（たてじわりず）という。姿図と建地割図がある例は少なく、徳川氏の江戸城天守や岡山城天守などに例がある。

## 関連文献
- 築城法 (PDF) 渡邊韶 1719年　辰野文庫　日本建築学会図書館